# 佐賀皐月賞
佐賀皐月賞（さがさつきしょう）は、佐賀県競馬組合が佐賀競馬場で施行する地方競馬の重賞競走。正式名称は「デイリースポーツ杯 佐賀皐月賞」。

## 概要
2013年にS2の重賞競走として創設された。創設時の条件はサラブレッド系3歳以上・別定、距離はダート1750mであった。2014年に距離が1800mに延長。
2018年（平成30年度）に佐賀競馬の3歳三冠体系が改められ、本競走が佐賀3歳三冠の1冠目の競走に設定される。それにともない出走条件がサラブレッド系3歳に、負担重量が別定から定量に変更された。

### 条件・賞金等（2025年）
出走条件
サラブレッド系3歳、佐賀所属
- 古伊万里特別の優勝馬に優先出走権がある。

負担重量
定量（56kg、牝馬2kg減）
賞金額
1着800万円、2着280万円、3着160万円、4着120万円、5着80万円、着外16万円。
副賞
デイリースポーツ新聞社賞、JBC協会賞、佐賀県馬主会会長賞、鹿児島県馬事畜産振興協議会会長賞、佐賀県競馬組合管理者賞
優先出走権付与
2着以上の馬に九州優駿栄城賞の優先出走権が付与される。

### 高知・佐賀スタリオンシリーズ
2019年から「高知・佐賀スタリオンシリーズ」に指定されており、優勝馬の馬主には副賞として種牡馬配合権が与えられる。各年の対象種牡馬は以下の通り。
- 2019年 - トーセンラー
- 2020年 - ヘンリーバローズ
- 2021年 - トランセンド
- 2022 - 2023年 - ワールドプレミア
- 2024年 - フィレンツェファイア
- 2025年 - カリフォルニアクローム

## 歴代優勝馬
| 回数   | 施行日        | 距離  | 優勝馬             | 性齢 | 所属 | タイム | 優勝騎手 | 管理調教師 | 馬主       |
| ------ | ------------- | ----- | ------------------ | ---- | ---- | ------ | -------- | ---------- | ---------- |
| 第1回  | 2013年5月11日 | 1750m | ウルトラキング     | 牡4  | 佐賀 | 1:56.7 | 真島正徳 | 真島元徳   | 中野真吾   |
| 第2回  | 2014年5月10日 | 1800m | ガウチョ           | 牡4  | 佐賀 | 1:58.7 | 南谷圭哉 | 山田勇     | 野口幸八   |
| 第3回  | 2015年5月9日  | 1800m | キョウワカイザー   | 牡5  | 佐賀 | 1:58.6 | 山口勲   | 大垣敏夫   | 野口幸八   |
| 第4回  | 2016年5月7日  | 1800m | シンゲツ           | 牡5  | 佐賀 | 1:57.9 | 山口勲   | 高田豊治   | 岡田一彦   |
| 第5回  | 2017年5月6日  | 1800m | スーパーマックス   | 牡3  | 佐賀 | 1:57.3 | 鮫島克也 | 九日俊光   | 内田勝士   |
| 第6回  | 2018年4月22日 | 1800m | リンノゲレイロ     | 牡3  | 佐賀 | 1:58.9 | 岡村健司 | 真島元徳   | 林正夫     |
| 第7回  | 2019年4月21日 | 1800m | スーパージンガ     | 牝3  | 佐賀 | 1:58.8 | 真島正徳 | 渡辺博文   | 原大栄     |
| 第8回  | 2020年5月3日  | 1800m | ミスカゴシマ       | 牝3  | 佐賀 | 1:56.0 | 石川慎将 | 平山宏秀   | 上村裕希   |
| 第9回  | 2021年4月25日 | 1800m | トゥルスウィー     | 牝3  | 佐賀 | 2:00.5 | 山口勲   | 北村欣也   | （株）本城 |
| 第10回 | 2022年5月8日  | 1800m | ザビッグレディー   | 牝3  | 佐賀 | 2:00.4 | 飛田愛斗 | 三小田幸人 | 平本敏夫   |
| 第11回 | 2023年4月30日 | 1800m | ネオシエル         | 牡3  | 佐賀 | 1:59.9 | 山口勲   | 真島元徳   | 瓜生和彦   |
| 第12回 | 2024年4月28日 | 1800m | ウルトラノホシ     | 牡3  | 佐賀 | 1:57.5 | 石川倭   | 真島元徳   | 中野香代子 |
| 第13回 | 2025年5月4日  | 1800m | ムーンオブザエース | 牡3  | 佐賀 | 2:00.4 | 川島拓   | 土井道隆   | 木稲安則   |

### 各回競走結果の出典
- 佐賀皐月賞　歴代優勝馬 - 地方競馬全国協会
- JBISサーチ
  - 2013年、2014年、2015年、2016年、2017年、2018年、2019年、2020年、2021年、2022年、2023年、2024年、2025年